# Críticas à Madre Teresa de Calcutá

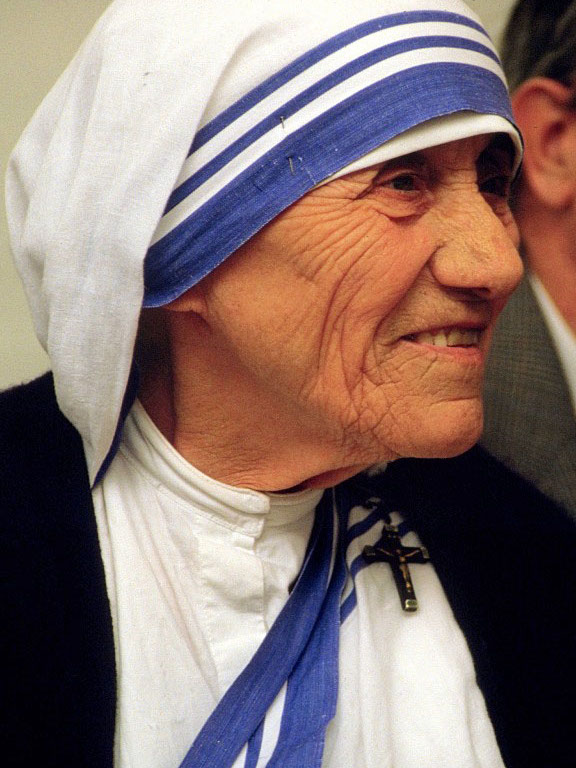
Madre Teresa

Este artigo apresenta algumas das críticas à Madre Teresa de Calcutá, freira missionária e santa do catolicismo nascida na Macedônia do Norte.

## Crítica nos meios de comunicação
Um médico nascido na Índia e escritor que vive na Grã-Bretanha, Aroup Chatterjee, que trabalhou brevemente em uma das casas de Madre Teresa, começou as investigações sobre as finanças e outras práticas da ordem de Teresa. Em 1994, dois jornalistas britânicos, Christopher Hitchens e Tariq Ali, produziram um documentário crítico no Channel 4 britânico, Anjo do Inferno, baseado no trabalho de Chatterjee.
No ano seguinte, Hitchens publicou o livro The Missionary Position: Mother Teresa in Theory and Practice, um panfleto que repetiu muitas das acusações do documentário. O próprio Chatterjee publicou O veredicto final em 2003, um trabalho menos polêmico do que o de Hitchens e Ali, mas igualmente crítico das operações de Teresa.

## Apoio a Indira Gandhi
Depois de que a Primeira-Ministra indiana Indira Gandhi suspendeu as liberdades civis em 1975, Madre Teresa disse: "As pessoas são mais felizes. Há mais empregos. Não há greves." Estes comentários de aprovação eram vistos como um resultado da amizade entre Teresa e o Partido do Congresso. Os comentários de Madre Teresa foram criticados até mesmo fora da Índia e dentro de meios de comunicação católicos.:276

## Batismos de moribundos
Madre Teresa incentivou membros de sua ordem a batizarem secretamente pacientes moribundos, sem levar em conta a religião do indivíduo. Susan Shields, uma ex-membro das Missionárias da Caridade, escreveu que as "Irmãs perguntavam a cada pessoa em perigo de morte se ela queria um 'bilhete para o céu'. Uma resposta afirmativa significava consentimento para o batismo. A irmã então fingia que estava apenas refrescando a cabeça do paciente com um pano molhado, quando na verdade ela estava batizando-o, dizendo em voz baixa as palavras necessárias. O segredo era importante para que não se soubesse que as irmãs de Madre Teresa estavam batizando hindus e muçulmanos."
Críticos como Murray Kepton têm argumentado que os pacientes não receberam informação suficientes para tomar uma decisão informada sobre se queriam ser batizados e o significado teológico de um batismo cristão. Simon Leys, defendendo a prática em uma carta ao New York Review of Books, escreveu que: "Ou você acredita no efeito sobrenatural desse gesto - e então você pode desejar candidamente isso. Ou você não acredita nele, e o gesto é tão inocente e bem intencionadamente inócuo como afastar uma mosca com um aceno de mão ".

## Relações questionáveis
Em 1981, Teresa voou para o Haiti para aceitar a medalha da Legião de Honra do ditador de direita Jean-Claude Duvalier, que, depois de sua expulsão do país, foi descoberto que roubou milhões de dólares do país empobrecido. Lá, ela disse que os Duvaliers "amavam seus pobres", e que "o seu amor era recíproco".[carece de fontes?]
Em A posição do missionário, Hitchens levanta a crítica para o que foi percebido como um endosso de Madre Teresa ao regime agressivo de Enver Hoxha na Albânia comunista. Ela visitou a Albânia em agosto de 1989, onde foi recebida pela viúva de Hoxha, Nexhmije, pelo Ministro das Relações Exteriores Reis Malile, pelo Ministro da Saúde Ahmet Kamberi, o Presidente da Assembleia do Povo Petro Dode e por outros funcionários do Estado e do partido. Depois ela colocou um buquê no túmulo de Hoxha e uma coroa de flores na estátua de Mãe Albânia, sem comentar sobre a atuação do Partido Comunista da Albânia na violações dos direitos humanos e na supressão da religião.:82 No entanto, seus partidários defenderam tais associações, dizendo que ela teve de lidar com realidades políticas da época, a fim de pressionar por suas causas. Na época de sua morte, as Missionárias da Caridade tinham casas na maioria dos países comunistas.
Ela aceitou o dinheiro do editor britânico Robert Maxwell, que, como foi revelado depois, desviou UK £ 450 milhões dos fundos de pensão de seus funcionários. Não há nenhuma sugestão de que ela tivesse conhecimento de qualquer roubo antes de aceitar a doação em qualquer caso. A crítica se concentra no apelo de clemência de Teresa no caso Charles Keating, em que Keating foi acusado de fraude depois de falências de empresas de alto perfil. Keating doou milhões de dólares para Madre Teresa e lhe emprestou seu jato particular quando ela visitou os Estados Unidos. Ela se recusou a devolver o dinheiro e elogiou Keating repetidamente. Houve uma falta de investigação da mídia sobre seus relacionamentos com estes indivíduos,[carece de fontes?] apesar da crítica estridente de Christopher Hitchens.
Ela apoiou a nomeação de Licio Gelli para o Prêmio Nobel de Literatura. Gelli é conhecido por ser o chefe da loja maçônica Propaganda Dois, implicada em vários assassinatos e em casos de corrupção em altos escalões da política na Itália, bem como por ter ligações estreitas com o grupo neo-fascista chamado Movimento Social Italiano e também com a Ditadura Militar na Argentina. Ela também foi considerada populista por Christopher Hitchens.

## Motivação da caridade
Chatterjee afirmou que a imagem pública de madre Teresa como uma "ajudante dos pobres" era enganosa e que apenas algumas centenas de pessoas foram atendidas mesmo na maior das casas. Em 1998, entre as 200 organizações de assistência de caridade relatadas operando em Calcutá, as Missionárias da Caridade não eram classificadas entre as maiores organizações de caridade, com o programa de caridade da Assembleia de Deus servindo um grande número de pessoas pobres com 18.000 refeições diárias.
Chatterjee alegou também que muitas operações da ordem não envolveram atividades de caridade, apesar de usarem os seus recursos financeiros para a obra missionária. Ele afirmou por exemplo, que nenhuma das oito instalações  das Missionárias da Caridade  em Papua Nova Guiné teria qualquer residente, servindo apenas com o propósito de converter a população local ao catolicismo.[carece de fontes?]
No país que lhe adotou, ela foi algumas  vezes  acusada pelos Hindus de tentar converter os pobres ao catolicismo de uma forma disfarçada. Christopher Hitchens descreveu a organização de Madre Teresa como um culto que promovia o sofrimento e não ajudava as pessoas em necessidade. Ele disse que as próprias palavras de Madre Teresa sobre a pobreza provaram que sua intenção não era ajudar as pessoas, citando suas palavras em em uma conferência de imprensa em 1981, na qual ela foi perguntada: "Você ensina os pobres a suportarem a sua situação?" Ela respondeu: "Eu acho que é muito bonito para os pobres aceitarem sua situação, para compartilhá-la com a paixão de Cristo. Acho que o mundo está sendo muito ajudado pelo sofrimento das pessoas pobres."

## Qualidade do cuidado médico
Em 1991, Robin Fox, editor da revista científica médica The Lancet visitou a Casa para os Moribundos em Calcutá e descreveu os cuidados médicos que os pacientes receberam como "banais". Ele observou que as irmãs e voluntários, alguns dos quais não tinham conhecimento médico, tomavam decisões sobre assistência ao paciente por causa da falta de médicos no asilo. Fox considerou Teresa  responsável pelas condições nesta casa e observou que a ordem não fazia distinção entre pacientes curáveis e incuráveis, colocando em risco  as pessoas que poderiam sobreviver em risco de morrer de infecções e falta de tratamento.
Fox admitiu que o regime observado incluía limpeza, cuidado de feridas e úlceras e bondade, mas ele observou que a abordagem das irmãs à gestão das dores era "perturbadoramente falha". Os formulários na instalação que Fox visitou não continham analgésicos fortes, que ele sentiu claramente afastados da abordagem de Madre Teresa no hospício. Fox também escreveu que as agulhas eram lavadas somente com água quente, o que as deixava inadequadamente esterilizadas, além de a instalação não isolar os doentes com tuberculose. Além do parecer de Fox, uma série de outros relatórios documentaram a desatenção de cuidados médicos nas instalações da ordem. Pontos de vista similares também foram expressos por alguns ex-voluntários que trabalhavam para a ordem de Teresa. A própria Madre Teresa se referia às instalações como "Casas de moribundos" ("Houses of the Dying").[carece de fontes?]
Em 2013, numa revisão abrangente, cobrindo 96% da literatura sobre Madre Teresa, um grupo de acadêmicos da Universidade de Montreal reforçou as críticas anteriores, detalhando, entre outras questões, a prática da missionária de "cuidar dos doentes glorificando o seu sofrimento, em vez de aliviá-lo, (...) seus contatos políticos questionáveis, sua gestão suspeita das enormes somas de dinheiro que recebeu e seus pontos de vista excessivamente dogmáticos a respeito, em particular, do aborto, da contracepção e do divórcio". Questionando as motivações do Vaticano por ignorar a massa de críticas, o estudo concluiu que "a imagem santificada de Madre Teresa não resiste à análise dos fatos — foi artificialmente construída, e a sua beatificação foi orquestrada por uma eficaz campanha de relações com a mídia", engendrada pelo jornalista antiaborto da BBC, Malcolm Muggeridge.